# 鹿野幸子
鹿野 幸子（かの さちこ、1933年4月20日 - 2005年10月16日）は、日本の彫刻家。
愛知県出身。愛知県立津島高等学校を1952年（昭和27年）に卒業（4回生）し、上京してその年女子美術大学彫刻科に入学し同大学を1956年（昭和31年）卒業した。

## 経歴
女子美術大学を卒業した後、大学に残り同大学教授、同大学名誉教授を務めた。
母校の教授を務めながら二科展役員を務めた。
2005年10月16日、胃癌のため東京都足立区の自宅で死去、72歳没。

## 賞詞
- 二科展文部大臣賞

## 彫刻作品
- 流通経済大学・新松戸キャンパス
ここのキャンパスに立つ彫像「自立への道」は、宇宙（COSMOS）をイメージして制作したもので、実業の世界における限りない女性の飛翔と、毅然たる自立を象徴するものである。[5]
- 埼玉県入間市東町公民館の彫像「夏の花」
座ったポーズがつくり出す空間の美しさ一頭部と足先との大きな空間や、両腕両脚などの空間がコスチュームによって様々に変化していく－を表現しようとしたものである[6]。
- 第89回二科展会場東京都美術館（第一会場)の彫像「Cosmos IV」[7]
- 宮城県大崎市の彫像「水の面」と宮城県角田市 の彫像「Cosmos」[8]
- 北海道岩見沢市民健康センター・健康広場の彫像「Cosmon2001」[9]